# بردلی گریسون
بردلی گریسون (انگلیسی: Bradley Grayson؛ زادهٔ ۲ ژانویهٔ ۱۹۹۳) بازیکن فوتبال اهل بریتانیا است.
از باشگاه‌هایی که در آن بازی کرده‌است می‌توان به باشگاه فوتبال ماتلوک تاون و باشگاه فوتبال دونکستر راورز اشاره کرد.